# 亨里克·塞丁
亨里克·塞丁（瑞典語：Henrik Sedin，1980年9月26日—），瑞典男子冰球运动员。他曾代表瑞典参加2006年和2010年冬季奥林匹克运动会冰球比赛，其中2006年奥运会获得一枚金牌。